# Sos mi hombre
Sos mi hombre est une telenovela argentine diffusé en 2012-2013 sur El Trece,.

## Synopsis
Ringo (Luciano Castro), boxeur à la retraite qui, malgré son départ du ring, est actuellement obligé de faire face à des adversaires bien plus durs: sa situation économique difficile, la déception de l'amour et le combat permanent pour la garde de son fils, Santino (Ian Acevedo). Cependant, Ringo est un combattant né et s’efforce de changer son destin. Il travaille à Changas et fait également partie du service des pompiers volontaires de Del Delta (le quartier dans lequel il est né et a grandi). Camila (Celeste Cid) est une jeune médecin qui, malgré sa situation aisée, estime que sa vie n'a de sens qu'en aidant les autres. Par conséquent, en plus de travailler comme résident dans des hôpitaux publics, il collabore dans une salle à manger communautaire où il assiste les enfants les moins protégés.

## Acteurs et personnages
- Luciano Castro : Juan José "Ringo" Di Genaro.
- Celeste Cid : Camila Silvia Garay.
- Gabriel Goity : Oscar "Oso" Villar.
- Gonzalo Valenzuela : Alejo Correa Luna.
- Ludovico Di Santo : Diego Hernán Jáuregui.
- Eugenia Tobal : Gloria Calazán.
- Jimena Barón : Rosa "Maravillosa" Montes.
- Gimena Accardi : Brenda Garay.
- Lito Cruz : Manuel Ochoa.
- Felipe Colombo : Máximo Duarte.
- María Rosa Fugazot : Jesusa García García.
- Pablo Cedrón : Damasio Flores.
- Luz Cipriota : Eva Catalina Ochoa.
- Liz Solari : Guadalupe Llorente.
- Victorio D'Alessandro : Rafael Villar Medina.
- Abel Ayala : Diego Armando "Guachín" Carrazco.
- Ariel Staltari : Pepe.
- Juan Alari : Ismael "Cachito" Delgado.
- Ian Acevedo : Santino Di Genaro.
- Adriana Salonia : Sandra Medina.
- Esteban Lamothe : Jorge Carrizo.
- Bárbara Lombardo : Juana "Zorra" Torres.
- Raúl Rizzo : Iván Garay.
- Osvaldo Laport : Guido Guevara.
- Andrea Pietra : Verónica Santiago.
- Joaquín Furriel : Ariel Yamil "Turco" Nassif.
- Catherine Fulop : Violeta Argüello.
- Pablo Plandolit : Esteban "Largo" Torres.
- Goly Turilli : Elsa Domínguez.
- Viviana Puerta : Leticia.
- Betty Villar : Gladys.
- Edward Nutkiewicz : Ignacio Llorente.
- Ana María Picchio : Marta y como Mirta.
- Roly Serrano : Alfio Altúnez.
- Gastón Grande : Ricardo.
- Gabriel Almirón : la tête des combats clandestins.
- Roxana Randón : la mère fausse "Turco".
- Coni Marino : Helena Ochoa.
- Fabio Aste : Hernán Guiver.
- Luly Drozdek : Cándida Flores.
- Griselda Sánchez : La Pip.
- Carlos Santamaría : Fernando "Nano" Campestrini.
- Natalia Cociuffo : Vanesa.
- Franco Rau : Andrés.
- Lucrecia Oviedo : "Bruja" Gómez.
- Claudio Gallardou : Mario "Corazón" Coraza.
- Nahuel Mutti : Juan Manuel Rossi.
- Sandra Villarruel : Lali Garzón.
- Ezequiel Tronconi : Chato.
- Luciana González Costa : Marisa María Torres.
- Néstor Zacco : Augusto Correa Luna.
- Liliana Benard : Poldi.
- Jenny Williams: María Gabriela Coluci.
- Ariel Bertone : Hernán.
- Edgardo Marchiori : Benjamín Honofrio.
- Victoria Tórtora : Natalia López.
- Diego Alonso : Andrés "Garza" Garcés.
- Ivo Cutzarida : "Facha" Vargas.
- Fernando Caride : Cardozo.
- Fito Yanelli : Lolo.
- Alfredo Castellani : Jorge Chávez.
- Tomás de las Heras : Andrés Brega.
- Julián Cavero : parole de la commission pompiers volontaires.
- Marina Glezer : Julieta Sosa.
- Ana María Castel : Sofía.
- Celina Font : Belén.
- Alejo Ortiz : Marcelo.
- Tomás Cutler : Juan Pablo.
- Agustina Attias : Sabrina.
- Gastón Ricaud : Santiago Vega.
- Luis Sabatini : Eugenio.
- Pablo Razuk : Podestá.
- Daniela Aita : Andrea Zen.
- Atilio Pozzobón : Ovidio.
- Maxi de la Cruz : Gastón.

## Diffusion
- El Trece
- El Trece Internacional
- Unicanal
- Teledoce

## Versions
- Ringo (Televisa, 2019)

### Sources
- (es) Cet article est partiellement ou en totalité issu de l’article de Wikipédia en espagnol intitulé « Sos mi hombre » (voir la liste des auteurs).